# アングリーバード ステラ (テレビアニメ)
『アングリーバード ステラ』（Angry Birds Stella）は、2014年11月1日から2016年3月1日までフィンランドで放映され、日本でも2014年11月にカートゥーン・ネットワークで放映された、3Dのアニメーション作品。現在ではDVDも発売されている。

## キャラクター
- ステラ、ピンク色 –群れの事実上のリーダーであるステラは、冒険的で、激しく、友好的で、勇気があり、大胆であると説明されています。彼女の元友人であるゲイルとの出会いと虚栄の名の下での裏切りに対して非常に動揺しているにもかかわらず、彼女はゲイルを友人とみなしている。
- ダリア、茶色がかった色、非常にフクロウのような外観–群れ全体の頭脳と賢い発明の天才ですが、彼女の発明のいくつかはしばしば裏目に出ます。
- ルカ、色はスカイブルーで、外観はオリジナルゲームのブルースに似ています。群れはボーイッシュで、最年少です。[5]彼は非常に遊び心があり、想像力に富んでおり、ゲイルが群れを去った後、他とは異なり、ゲイルに対する悪意はほとんどありません。
- ポピー、淡い黄色、ややオカメインコに似ています –大音量で騒々しいポピーは音楽が好きですが、彼女のパーカッションから生み出されるノイズの量は、代わりに友人を苛立たせます。彼女は自分が作るラケットを知らない。
- ウィロー濃い青の色で、ドレッドヘアに似た羽が付いています（そのほとんどは、署名の縞模様のフロッピーの帽子の下に隠されています）–非常に恥ずかしがり屋ですが、彼女は非常に才能のあるアーティストで、肖像画の描写を専門としています。
- ゲイル、濃い紫の鳥。バッドプリンセスとも呼ばれます。 –利己的で非常に無駄な鳥で、以前は群れの1つであり、かつてステラの親友でした。彼女の友達とは異なり、豚は彼女を女王として疑いもなく受け入れ、気まぐれに彼女に答えることを発見した後、彼女は群れを去りました。群れを去ったにもかかわらず、ゲイルは以前の友人の注意を引き付けようとする意欲が高いままであり、彼女の優越感と直接対立することがよくあります。

## エピソード一覧
| シーズン | シーズン | 話数 | 話数 | 放送期間      | 放送期間      | シーズン DVD リリース日（リージョン1） |
| シーズン | シーズン | 話数 | 話数 | 初回放送      | 最終回放送    | シーズン DVD リリース日（リージョン1） |
| -------- | -------- | ---- | ---- | ------------- | ------------- | -------------------------------------- |
|          | 1        | 13   | 13   | 2014年11月1日 | 2015年1月24日 | 2015年12月1日                          |
|          | 2        | 13   | 13   | 2015年10月9日 | 2016年3月11日 | 2016年3月1日                           |